# Klotylda (córka Chlodwiga I)
Klotylda (Chrodechilda) (ur. ok. 500 roku, zm. 531) – córka Chlodwiga I i jego żony Klotyldy.
W 511 poślubiła króla Wizygotów Amalaryka. Wizygoci byli wyznawcami arianizmu, a Klotylda jako katoliczka odmówiła przyjęcia tej doktryny. Z uwagi na to mąż źle ją traktował. Po jej skardze u braci, synów Chlodwiga, została wszczęta wojna. W 531 roku Wizygoci zostali rozbici przez Franków. W tym samym roku Klotylda umarła w drodze powrotnej do ojczyzny. Została pochowana w Paryżu.